# シカクイ
シカクイ（四角藺 Eleocharis wichurae）は、単子葉類カヤツリグサ科のハリイ属の一種。茎の断面が四角であることからこう呼ばれる。

## 特徴

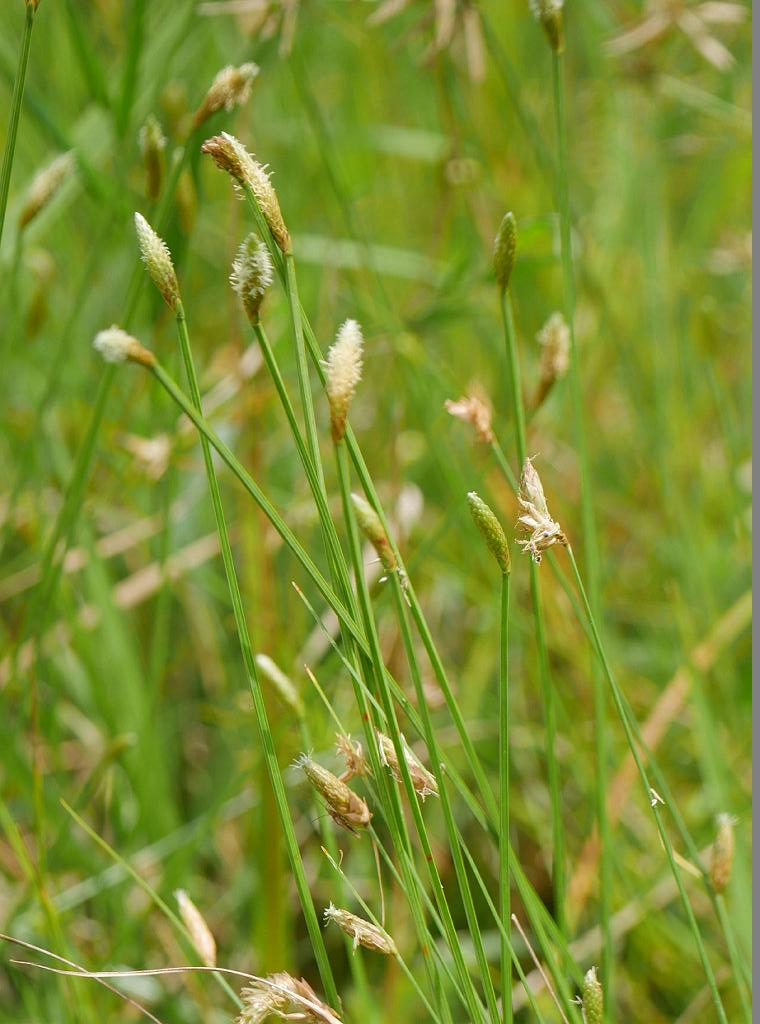
花茎の先端部
下の方にはヤマイも見える

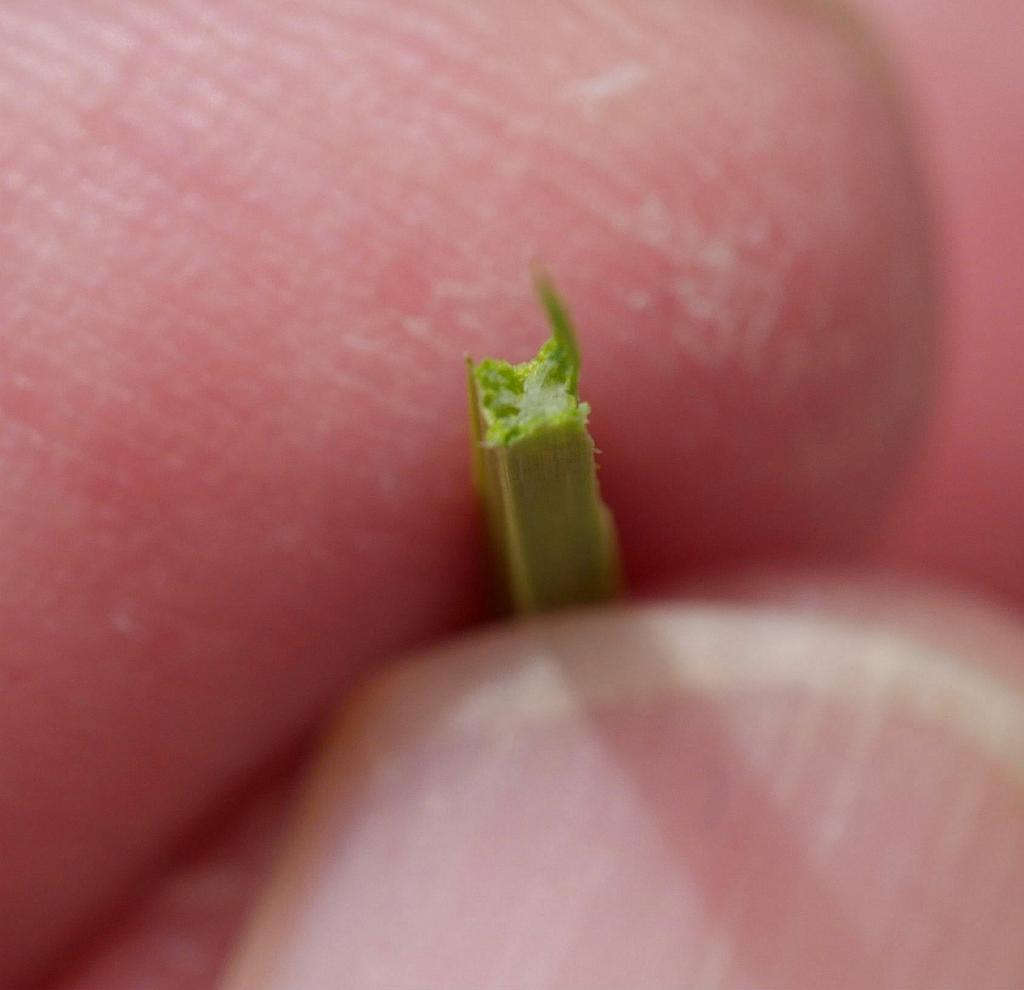
花茎の断面

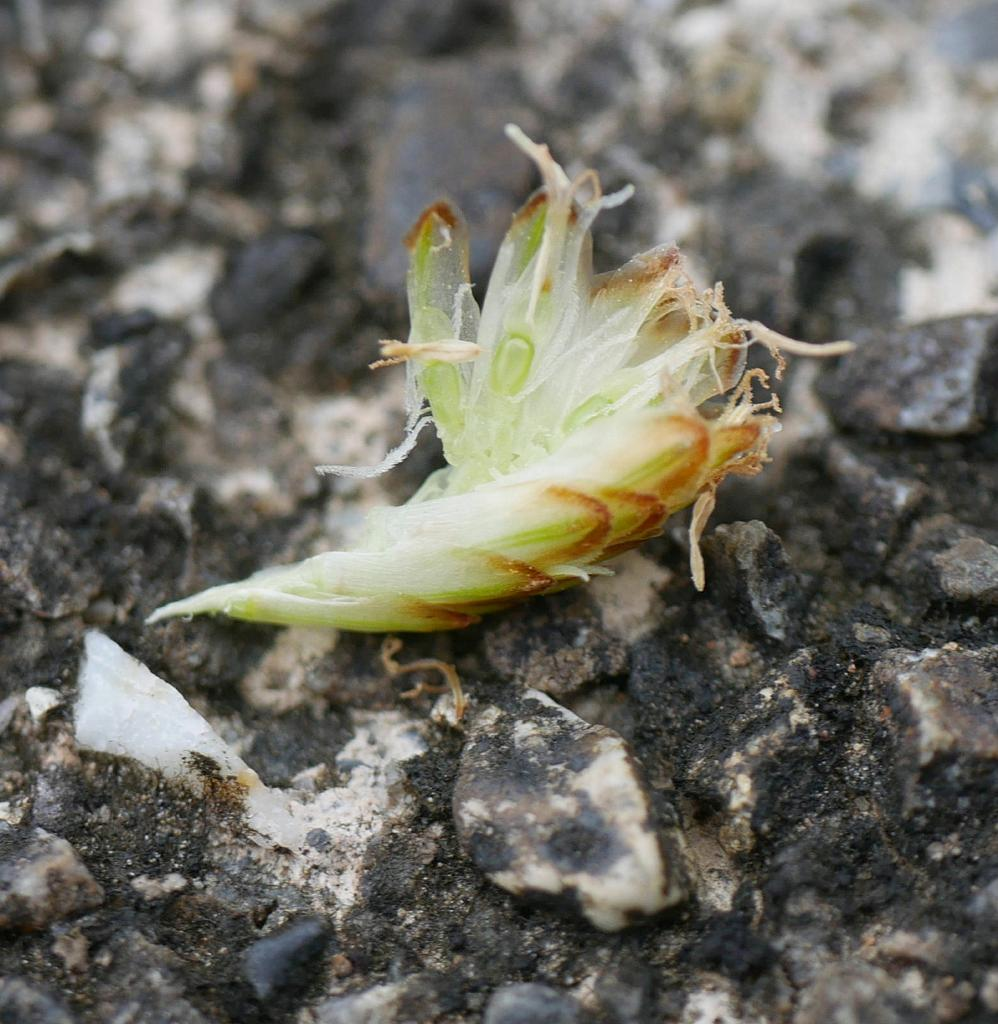
鱗片を剥がしたところ
羽毛状の刺毛状花被片が見える

根茎はわずかに横に這い、多数の茎を密生する。葉らしい葉はない。茎は高さ30-50cm、黄緑色でつやがなく、基部には葉鞘だけになった葉をつける。茎の断面はほぼ正方形だが、一つの角がやや出っ張りが小さい。時に三角や五角、六角のものがある。角の部分（稜）はややざらつく。
茎の先端に小穂を一つだけつける。小穂は長さ8-20mm、棒状で茎より多少太い程度。多数の鱗片が螺旋状に並び、緑から錆色を帯びる。小穂の基部の苞は、ごく短く三角形で目立たない。
鱗片の内側に小花があるが、特徴的なのは刺針である。この類の花には、花被に由来するものが花を囲んで鱗片の内側にあり、普通は細い針状なので刺針とか呼ばれるのだが、シカクイのそれは途中から真横に多数の枝を出し、全体として鳥の羽のような姿となる。しかもたいていの種では細くて堅そうであるのに、この種ではやや太くて白く、柔らかい。
熟した果実は倒卵形で、先端につく柱頭はその基部が果実の幅に近いくらい広がっている。先端は三裂。

## 分布など

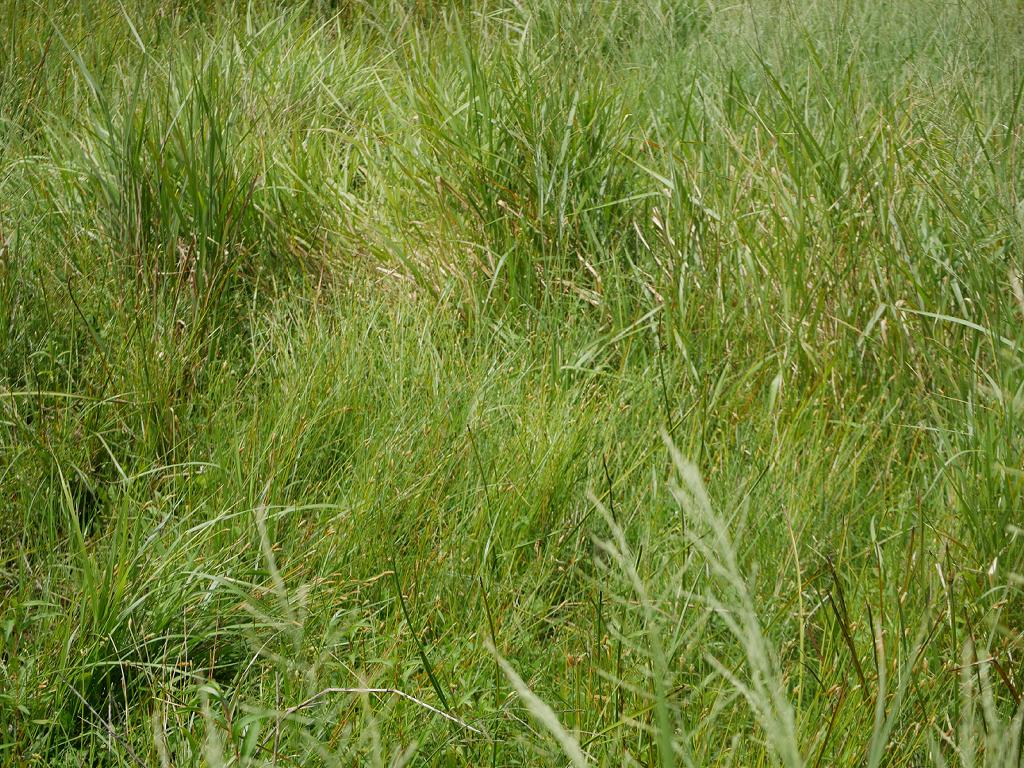
湿地に生育している群落

北海道から琉球にまで分布し、日本以外では南千島、朝鮮、ウスリー、中国に分布する。平地から山地の湿地、あるいは水のわき出す山脇などに生える。他の草の間に生えると、紛れて見つけにくい。

## 近似種など
シカクイそっくりで茎にはっきりした角がないものがイヌシカクイ (E. wichurae form. teres Ohwi) である。茎の断面が三角のものがミツカドシカクイである。別種 (E. petastata (Maxim.) Zinserl. in Kom.) とすることもあるが、品種扱い (E. wichurae form. petasata H. Hara) とすることもある。
よく似ているものにマシカクイ (E. tetraquetra Nees) がある。全体によく似ているが、刺針が羽根状でなく、針状である。日本では本州中国地方から琉球列島に、日本以外では中国からインド、インドネシア、オーストラリアに分布する。名前は真四角藺で、茎の断面がほぼ正方形であることから。
別属ではあるが、ヤマイも雰囲気が似ている。しかしヤマイには根出葉があることと、小穂の幅が広いこと、小穂の基部に短いながら葉状の苞があることで区別できる。